# Xenophrys

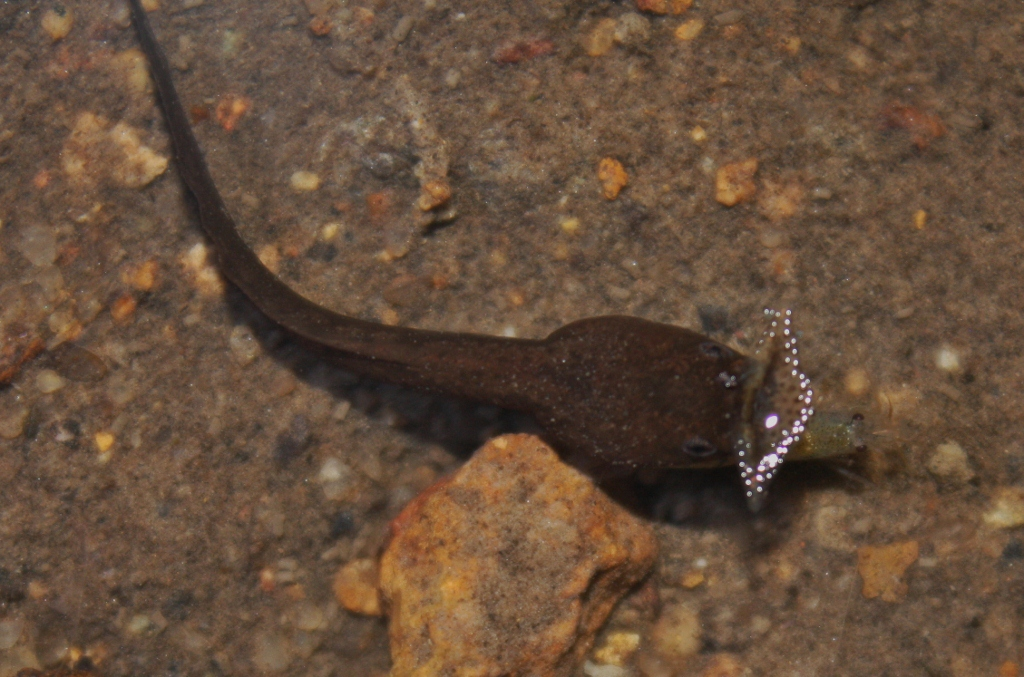
Kikkervisje van Xenophrys brachykolos.

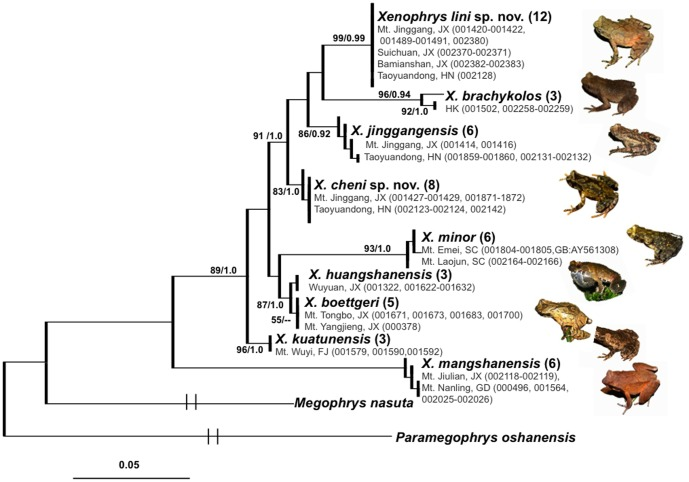
De verwantschappen van een aantal soorten uit het geslacht Xenophrys, klik voor vergroting.

Xenophrys is een geslacht van kikkers uit de familie Megophryidae. De groep werd voor het eerst wetenschappelijk beschreven door Albert Carl Lewis Gotthilf Günther in 1864. Later werd de wetenschappelijke naam Atympanophrys gebruikt.
Er zijn 29 soorten, inclusief een groot aantal recentelijk beschreven soorten. Het soortenaantal verandert regelmatig. De soort Xenophrys megacephala bijvoorbeeld is pas in 2021 beschreven. De geslachtsaanduiding Xenophrys betekent vrij vertaald 'vreemde wenkbrauw' en slaat op de uit-stekende huidranden boven de ogen. Alle soorten zijn bodembewonend en goed gecamoufleerd. De kikkervisjes hebben een opvallend grote, driehoekige mondopening.
Alle soorten komen voor in delen van zuidoostelijk Azië.

## Soorten
Geslacht Xenophrys
- Soort Xenophrys aceras
- Soort Xenophrys ancrae
- Soort Xenophrys auralensis
- Soort Xenophrys awuh
- Soort Xenophrys damrei
- Soort Xenophrys dzuko
- Soort Xenophrys flavipunctata
- Soort Xenophrys glandulosa
- Soort Xenophrys himalayana
- Soort Xenophrys lekaguli
- Soort Xenophrys longipes
- Soort Xenophrys major
- Soort Xenophrys mangshanensis
- Soort Xenophrys maosonensis
- Soort Xenophrys medogensis
- Soort Xenophrys megacephala
- Soort Xenophrys monticola
- Soort Xenophrys numhbumaeng
- Soort Xenophrys oreocrypta
- Soort Xenophrys oropedion
- Soort Xenophrys pachyproctus
- Soort Xenophrys parva
- Soort Xenophrys periosa
- Soort Xenophrys robusta
- Soort Xenophrys serchhipii
- Soort Xenophrys takensis
- Soort Xenophrys vegrandis
- Soort Xenophrys zhangi
- Soort Xenophrys zunhebotoensis

Atympanophrys · 
Brachytarsophrys · 
Megophrys · 
Ophryophryne · 
Panophrys · 
Pelobatrachus · 
Xenophrys · 

Incertae sedis

"Megophrys" dringi · 
"Megophrys" feii